# Heterostylus
Heterostylus är ett släkte av skalbaggar. Heterostylus ingår i familjen vivlar.

## Dottertaxa tillHeterostylus, i alfabetisk ordning[1]
- Heterostylus apicalis
- Heterostylus argenteolus
- Heterostylus aurosparsus
- Heterostylus caducus
- Heterostylus cretaceus
- Heterostylus cuspidatus
- Heterostylus elongatus
- Heterostylus fallaciosus
- Heterostylus funicularis
- Heterostylus letestui
- Heterostylus lineolatus
- Heterostylus longiceps
- Heterostylus margaritifer
- Heterostylus metallescens
- Heterostylus mirandus
- Heterostylus nabab
- Heterostylus neavei
- Heterostylus niger
- Heterostylus nigropunctatus
- Heterostylus pilosus
- Heterostylus placidus
- Heterostylus puncticollis
- Heterostylus robustulus
- Heterostylus robustus
- Heterostylus roseotinctus
- Heterostylus subdenudatus
- Heterostylus variegatus
- Heterostylus viridis
- Heterostylus wittei